# Belt (Montana)
Pour les articles homonymes, voir Belt.
La ville de Belt est située dans le comté de Cascade, dans l’État du Montana, aux États-Unis. Sa population, qui s’élevait à 597 habitants lors du recensement de 2010, est estimée à 566 habitants en 2018.

## Source
- (en) Cet article est partiellement ou en totalité issu de l’article de Wikipédia en anglais intitulé « Belt, Montana » (voir la liste des auteurs).

1. ↑  (en) « Population and Housing Unit Estimates » (consulté le 14 mars 2020)
2. ↑  (en) « Census of Population and Housing », Census.gov (consulté le 4 juin 2015)